# Edgar Carício de Gouveia
Edgar Carício de Gouvêa (Belém de Maria, 1 de julho de 1921 – Bom Conselho, 12 de abril  de  2000) foi um bispo católico. Segundo Bispo da Diocese de Irecê, na Bahia.
Dom Edgar foi ordenado padre no dia 23 de janeiro de 1944, em Garanhuns. Recebeu a ordenação episcopal no dia 8 de setembro de 1983, em Bom Conselho, das mãos de Dom Acácio Rodrigues Alves, Dom Tiago Postma e Dom Milton Corrêa Pereira.
Foi Bispo Diocesano da Diocese de Irecê (1983-1995). Renunciou ao munus episcopal no dia 4 de março de 1994.